# Aspalathus amoena
Aspalathus amoena là một loài thực vật có hoa trong họ Đậu. Loài này được (R. Dahlgren) Dahlgren miêu tả khoa học đầu tiên năm 1988.